# Ура (язык Вануату)
Ура — почти исчезнувший австронезийский язык, на котором говорят на севере острова Эроманга южной части Вануату.